# Tolmács
Tolmács es un pueblo ubicado en el condado de Nógrád, Hungría.

## Superficie
Posee una superficie de 12,21 kilómetros cuadrados.

## Demografía
Hasta 2021 la población era de 758 habitantes, con una densidad de población de 62,08 habitantes por kilómetro cuadrado.